# Нурмагомедов, Чамкур Османович
Чамкур Османович Нурмагомедов (9 сентября 1973, с. Миглакасимахи, Сергокалинский район, Дагестанская АССР, РСФСР, СССР) — российский боксёр, призёр чемпионатов России. По национальности — даргинец.

## Биография
В сентябре 1995 года одержал победу на XII мемориале Феликса Штамма в Варшаве. На чемпионате России 1996 года на стадии 1/4 финала уступил Максиму Шелковникову. В 1997 становился бронзовым призёром чемпионата России. В 1998 повторил свой результат на чемпионате страны, одолев в четвертьфинале Сергея Мацкелова из Ульяновской области. После окончания спортивной карьеры работал в московском городском физкультурно-спортивном объединении департамента спорта города Москвы.

## Достижения
- Чемпионат России по боксу 1997 —
- Чемпионат России по боксу 1998 —